# Ernst Sigismund von Lestwitz

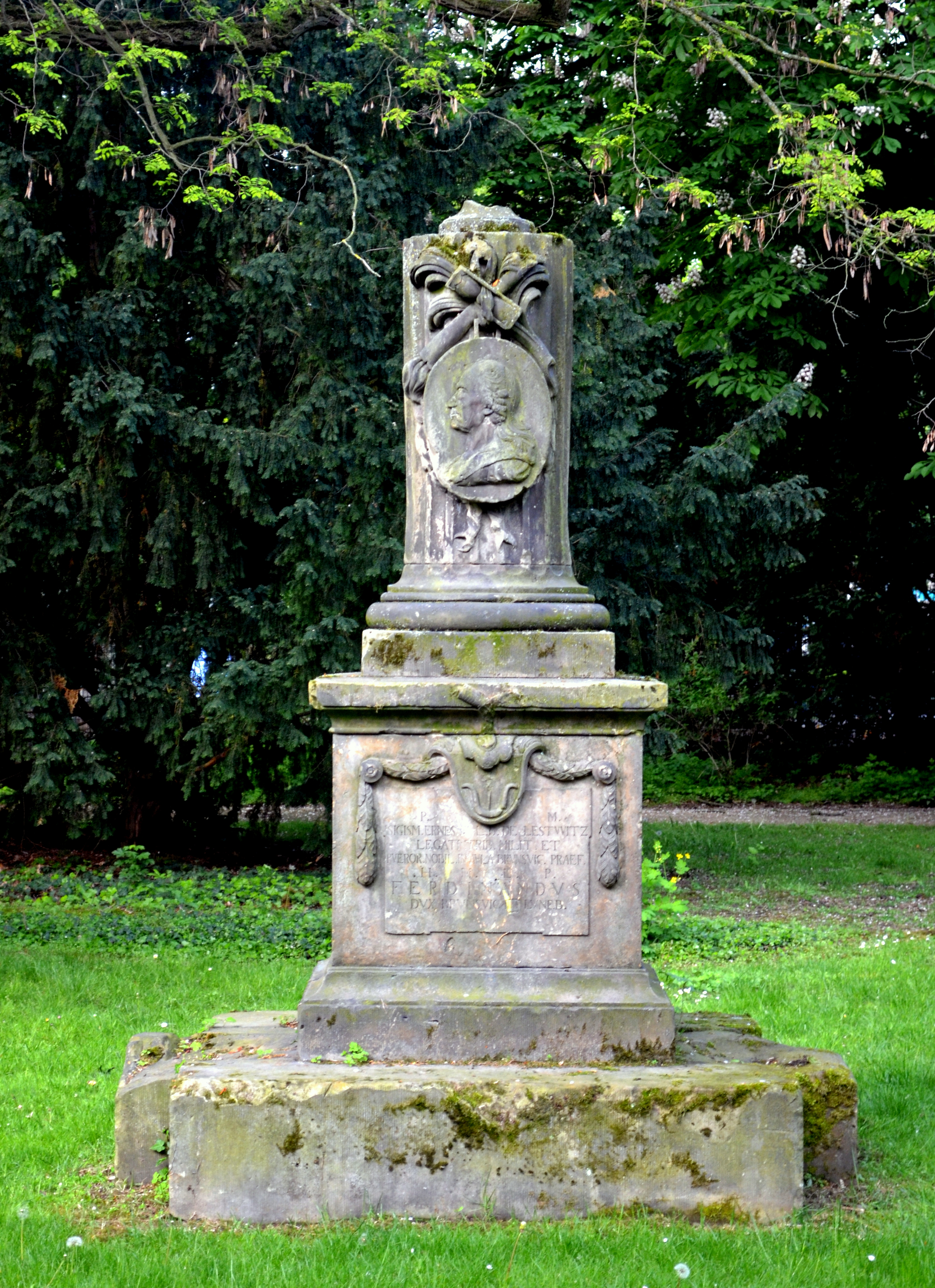
Grabmal für Ernst Sigismund von Lestwitz auf dem Martinifriedhof in Braunschweig.

Rechts oben das Denkmal für von Lestwitz im Garten der Loge Carl zur gekrönten Säule (Ansichtskarte von 1907).

Ernst Sigismund von Lestwitz (* 10. März 1710 in Petersdorf, Fürstentum Liegnitz; † 23. August 1779 in Braunschweig) war ein Braunschweigischer Offizier und bedeutender Freimaurer des 18. Jahrhunderts.

## Leben
Lestwitz wurde 1760 in die 1744 in Braunschweig gegründete Freimaurerloge Jonathan aufgenommen. Bereits ein Jahr später wurde er deren Meister vom Stuhl und versah dieses Amt bis 1765. Er war führender Vertreter der Strikten Observanz sowie Subprior und Präfekt der Ordensprovinz Brunopolis. Die Braunschweiger Herzöge Ferdinand und Leopold wurden durch von Lestwitz in Logen aufgenommen.
In freimaurerischen Angelegenheiten war von Lestwitz lange Jahre Vertrauter und Berater Ferdinands von Braunschweig-Wolfenbüttel, so vermittelte er z. B. den Briefkontakt zwischen dem Herzog und dem in Wolfenbüttel tätigen Gotthold Ephraim Lessing, insbesondere in Bezug auf dessen Werk Ernst und Falk aus dem Jahre 1778.
Im Garten des ehemaligen Logenhauses in der Braunschweiger Leopoldstraße befand sich ein Denkmal für von Lestwitz. Nach den Zerstörungen des Zweiten Weltkrieges, ist davon nur noch die Büste erhalten, die sich heute im Braunschweigischen Landesmuseum befindet.
Lestwitz wurde auf dem Martinifriedhof bestattet. Sein heute noch dort vorhandenes Grabmal wurde vom Braunschweigischen Herzog Ferdinand gestiftet.